# هيلاريو بينو
هيلاريو بينو (بالإسبانية: Hilario Pino)‏ هو صحفي ومقدم تلفزيوني إسباني، ولد في 20 فبراير 1962 في San Martín de Pusa ‏ في إسبانيا.